# Добжеюв
Добжеюв (пол. Dobrzejów) — село в Польщі, у гміні Мілковиці Леґницького повіту Нижньосілезького воєводства.
Населення — 197 осіб (2011).
У 1975-1998 роках село належало до Легницького воєводства.

## Демографія
Демографічна структура станом на 31 березня 2011 року:
|          | Загалом | Допрацездатний вік | Працездатний вік | Постпрацездатний вік |
| -------- | ------- | ------------------ | ---------------- | -------------------- |
| Чоловіки | 107     | 22                 | 77               | 8                    |
| Жінки    | 90      | 13                 | 54               | 23                   |
| Разом    | 197     | 35                 | 131              | 31                   |